# Иган, Клэр
Клэр Иган (англ. Clare Egan; род. 19 ноября 1987, Кейп-Элизабет, Мэн) — американская биатлонистка, участница Олимпийских игр 2018 года в Пхёнчхане, призер этапа Кубка Мира. В 2018 году избрана главой комиссии спортсменов Международного союза биатлонистов.

## Карьера
Заниматься спортом Клэр Иган начала довольно поздно — в средней школе стала увлекаться лыжными гонками. Выступала за команду университета, признавалась одной из лучших спортсменок, участвовала в Чемпионате США по лыжным гонкам. С сезона 2012/2013 перешла в биатлон в 26 лет, и сразу выиграла Чемпионат США в гонке с массовом стартом.
Дебют Клэр Иган на международной арене состоялся на этапе Кубка IBU в Душники-Здруй в январе 2015 года, где в спринтерской гонке спортсменка финишировала аж семьдесят седьмой. Но уже спустя две недели стартовала на этапе Кубка Мира в итальянской Антерсельве, где ей доверили пробежать эстафету. Неплохо зарекомендовав себя, Клэр отобралась на Чемпионат мира 2015 года в Контиолахти, где в спринтерской гонке финишировала на 39 месте и получила первые очки в Кубок Мира.
С той поры американка плотно закрепилась в биатлонной сборной и участвует во всех крупных международных турнирах, в том числе и в Зимних Олимпийских играх 2018 года в южнокорейском Пхёнчхане. На главном старте четырехлетия Клэр заняла место в седьмом десятке в личных гонках (62 место — в индивидуальной гонке, 61 место — в спринте) и 13 место в женской эстафете.
В марте 2018 года, вскоре после Олимпиады-2018, Клэр Иган избрали в комиссию спортсменов IBU сроком на четыре года. Так как она набрала наибольшее количество голосов — 130, то биатлонистку назначили главой комиссии.
В сезоне 2018/2019, на декабрьском этапе в Поклюке Иган впервые попала в топ-10 в гонке Кубка Мира, где заняла шестое место в гонке преследования. А первый подиум американки на Кубке Мира случился в самой последней гонке сезона — 24 марта 2019 года, третье место в масс-старте в Хольменколлене. 
Завершила спортивную карьеру 19 марта 2022 года.

## Выступления

### Участие в Олимпийских играх
| Год  | Место проведения | Инд | Спр | Пр | МС | Эст | См |
| 2018 | Пхёнчхан         | 62  | 61  | —  | —  | 13  | —  |
| 2022 | Пекин            | 39  | 46  | 38 | —  | 11  | 7  |

### Участие в Чемпионатах мира
| Год  | Место проведения | Инд | Спр | Пр | МС | Эст | См | Осм |
| 2015 | ЧМ Контиолахти   | 51  | 39  | 51 | —  | 11  | —  | н/д |
| 2016 | ЧМ Хольменколлен | 66  | 84  | —  | —  | 13  | —  | н/д |
| 2017 | ЧМ Хохфильцен    | 22  | 20  | 41 | 24 | 14  | 16 | н/д |
| 2019 | ЧМ Эстерсунд     | 53  | 11  | 12 | 26 | 9   | 19 | —   |
| 2020 | ЧМ Антхольц      | 58  | 26  | 46 | —  | 15  | 13 | —   |
| 2021 | ЧМ Поклюка       | 39  | 54  | 44 | —  | 13  | 12 | 22  |

## Образование
Большое внимание Клэр уделяет своему образованию, окончила Университет Нью-Гэмпшира, получила диплом магистра по лингвистике по специальности «международные отношения», знает шесть языков (английский, испанский, французский, итальянский, немецкий и корейский).